# 迪士尼电视动画公司
迪士尼電視動畫公司（英語：Disney Television Animation）是迪士尼全球頻道的電視動畫製作部門，致力於創作、開發和製作動畫電視劇、電影、特別節目和其他項目。
該公司成立於1984年，迪士尼公司首席執行官麥可·艾斯納到任後重組，隨後重新註冊。該公司曾稱為華特迪斯尼影業電視動畫集團，之後於1987年被改為華特迪士尼電視動畫公司，2011年再次縮短為迪士尼電視動畫公司。

## 外部連結
- 官方網站 （页面存档备份，存于）
- 互联网电影数据库上Disney Television Animation的资料（英文）
- 互联网电影数据库上Walt Disney Television Animation的资料（英文）
- 大卡通上《Walt Disney Studios Television Episode Guides 》的資料
- Disney Television Animation News （页面存档备份，存于）